# Jardim Rosemary
O Jardim Rosemary é um bairro da zona oeste da cidade de São Paulo, Brasil. Forma parte do distrito da cidade conhecido como Vila Sônia. Administrada pela Subprefeitura do Butantã. .
A área fica próxima à Rodovia Régis Bittencourt e à Rodovia Raposo Tavares.